# Brian Josephson
Brian David Josephson (Cardiff, 4 januari 1940) is een Brits theoretisch natuurkundige die op 33-jarige leeftijd in 1973 met Leo Esaki en Ivar Giaever de Nobelprijs voor de Natuurkunde ontving voor zijn ontdekking van de Josephson-junctie.

## Biografie
Josephson is de zoon van Abraham en Mimi Weisbard Josephson. Na het afronden van de Cardiff High School begon hij in 1956 aan een studie natuurkunde aan het Trinity College van de universiteit van Cambridge. In 1960 behaalde hij zijn bachelor (B.A.) en in 1964 zijn master (M.A.). Hetzelfde jaar promoveerde hij ook.
Van 1956 tot 1966 was hij onderzoeksdocent aan de universiteit van Illinois. In 1967 keerde hij terug naar Cambridge, als assistent-directeur onderzoek aan het Cavendish Laboratory. Vervolgens was hij van 1974 tot aan zijn emeritaat in 2007 hoogleraar theoretische natuurkunde aan het Trinity College.
In 1962, terwijl hij nog promovendus was, ontdekt hij het naar hem vernoemde Josephson-effect waarmee hij verklaarde hoe, zonder dat er een elektrisch potentiaalverschil wordt aangelegd, er een elektrische stroom kan lopen tussen twee supergeleiders zelfs wanneer ze gescheiden worden door een dunne isolator. Als dat wel gebeurt, stopt de gelijkstroom en ontstaat er een hoogfrequente wisselstroom met een precies bepaalde frequentie gekarakteriseerd door de constante van Josephson ({\displaystyle \scriptstyle K_{J}\,=\,2e/h\,=\,483597{,}891(12).10^{9}{\text{Hz/V}}}). Dit onderzoek leidde uiteindelijk tot de ontwikkeling van de Josephsonschakelaar, een extreem snelle elektronische schakelaar op moleculair niveau. Voor dit werk verkreeg hij in 1973 de helft van de Nobelprijs voor de Natuurkunde. De andere helft van de prijs ging naar Esaki en Giaever.
Eerder had hij verbeteringen aangebracht aan de theorie van het Mössbauereffect.
Josephson is een natuurkundige die zich openstelt voor de mogelijkheid van parapsychologische fenomenen. Zijn motto luidt: nullius in verba ("Geloof niemand op zijn woord").

### Koude kernfusie
Josephson steunt de bevindingen van Martin Fleischmann en Stanley Pons omtrent de ontdekking van koude kernfusie in 1989. Hoewel de meeste gerenommeerde onderzoekers in de daarop volgende jaren faalden om het werk van Fleischmann en Pons te reproduceren, claimt Josephson dat hij anderen kent dit het resultaat wel kunnen bevestigen, maar dat zogenaamde vooringenomen tijdschrifteditoren weigeren het bewijs hierover te publiceren.

## Erkenning
- 1970 – Fritz Londen Memorial Prize
- 1972 – Elliott Cresson Gold Medal van het Franklin Institute
- 1972 – Guthrie Medal and Prize van het Institute of Physics (IoP)
- 1972 – Hughes Medal van de Royal Society
- 1972 – Van der Pol-medaille van de l'Union Radio-Scientifique Internationale (URSI)
- 1982 – Faraday Medal van het Institution of Electrical Engineers (IEE)